# قلعة شميميس

قلعة شميميس

 قلعة شميميس هي إحدى قلاع سوريا تقع في محافظة حماة، شمال غربي مدينة السلمية وتبعد عنها حوالي (4) كم عن حماة (25) كم.

## التاريخ

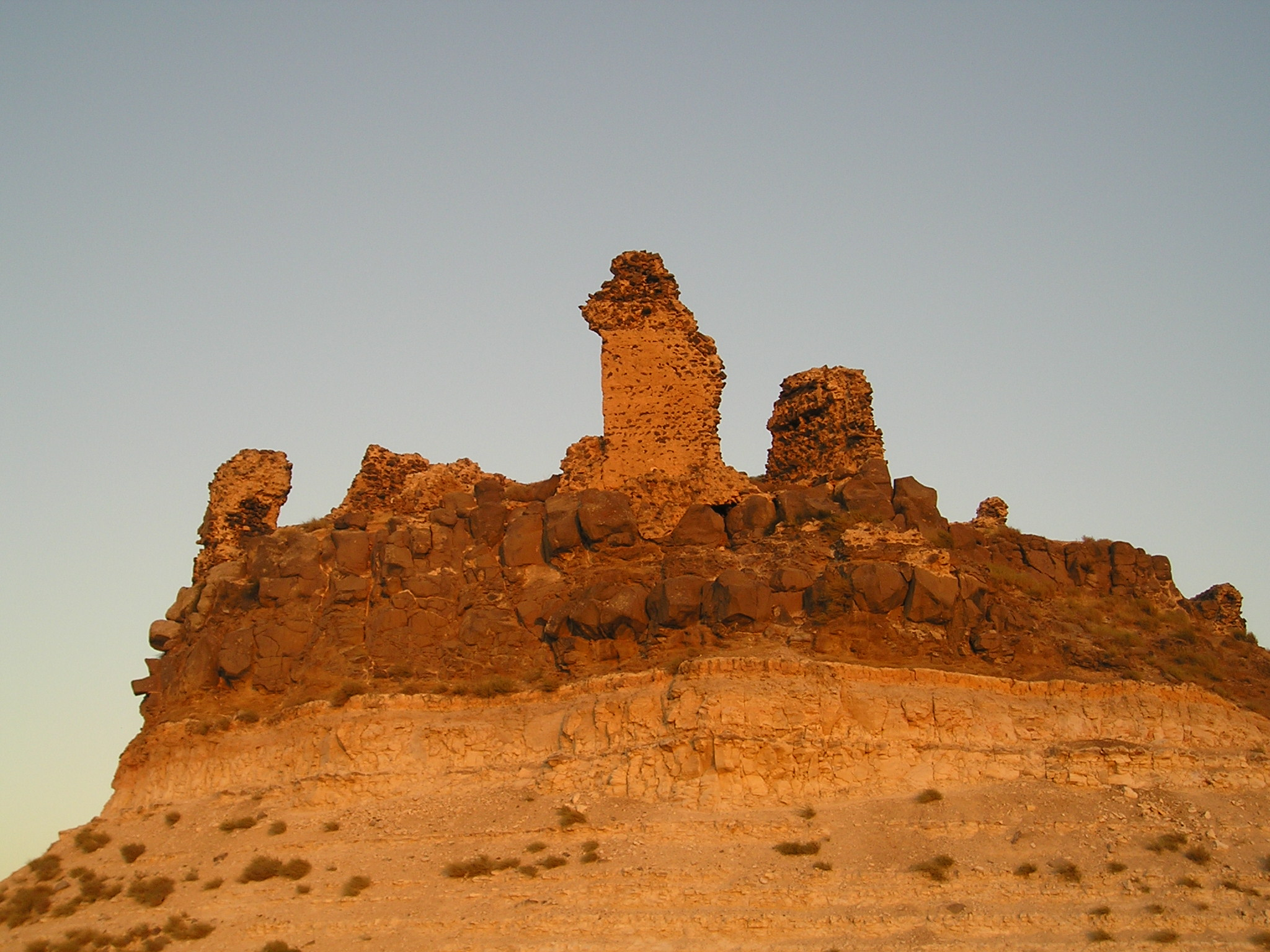
قلعة شميميس

يقال إن البناة الأوائل للقلعة هم أمراء آل شميس غرام أمراء حمص الهلنستيين في أواخر القرن الثاني قبل الميلاد. رممت القلعة عدة مرات، بسبب الزالزال الذي ضربها في منتصف القرن الثاني عشر، ورممها السلطان المملوكي الظاهر بيبرس بعد أن خربها المغول.
أعاد بناءها أسد الدين شيركوه صاحب حمص عام 627 هـ يحيطها خندق كبير، وهذه القلعة إما أن تكون رومانية أو أن الرومان قد جددوها. وقد ذكرها أبو الفداء فقال: ((في سنة 627 هـ شرع صاحب حمص شيركوه بعمارة قلعة الشماميس...
وكان الملك الكامل قد أقطعه سلمية ولما باشر بعمارتها، منعه الملك المظفر صاحب حماة بالنظر لعداوة سابقة بينه وبين الملك العادل)) اشتهرت شميميس بموقعها الاستراتيجي الهام بالنظر لإشرافها على سهول حمص وحماة والأراضي الشرقية ويقال إن سبب تسميتها هو نسبة إلى أحد ملوك حمص من أسرة شميس غرام العربية أيام الرومان الذين كان يحميهم أحد أفراد هذه الأسرة.

## الموقع
تقع قلعة شميميس، وهي قلعة عربية تم ترميمها في القرن الثاني عشر، شرق مدينة حماة وعلى بعد 4كم من السلمية إلى الشمال الغربي، يحيط بها خندق محفور في كتلة من الحمم البركانية ولها سور دائري.

## طراز البناء
وبنيت القلعة على شكل بيضوي وعلى قمة مرتفع جبلي يعلو حوالي 140 م عن السهل المحيط، حيث يحيط بأسوارها الخارجية خندق عميق يصل عمقه إلى 15 م.
ويعطي الشكل الخارجي للقلعة انطباعاً كبرج دائري ضخم، حيث لا تظهر أي بقايا لبرج متقدم عن هذه الأسوار وإنما استخدمت تقنية الأبراج الداخلية في عمارتها، كما يظهر أن أكثر هذه الأبراج كانت مؤلفة من طابقين أو أكثر.
واستخدمت الحجارة البازلتية السوداء صغيرة الأبعاد في بناء القلعة، التي تحتوي على بقايا لأربعة أبراج داخلية وخزان ماء أرضي محفور في الصخر، وفي الجهة الجنوبية الشرقية من القلعة، تقع بئر ماء ضخمة، يبدو أن هذه البئر كانت أساسية للنظام المائي في القلعة، مع الاعتماد على مياه الأمطار والتي تعتبر ثانوية بسبب صغر مساحة المسطحات للقلعة.
أما مدخل القلعة، فيقع من الجهة الشمالية الشرقية بشكل باب صغير بين برجين داخليين، تتقدمه قاعدة الجسر الخشبي الذي كان يوضع فوق الخندق الذي يملأ بالماء في أيام الحصار.أما المياه التي كانت تستخدم في ملء الخندق، فيبدو أنها كانت تستجر من تلك البئر العميقة.